# Kalmosaari (ö i Nurmes, Kuohatti)
Kalmosaari är en ö i Finland. Ordet kalmosaari åsyftar att ön har varit begravningsplats, i detta fall för ortodoxa begravningar. Ön ligger i sjön Kuohattijärvi och i kommunen Nurmes i den ekonomiska regionen  Pielinen-Karelen och landskapet Norra Karelen, i den centrala delen av landet, 400 km nordost om huvudstaden Helsingfors. Öns area är 0,2 hektar och dess största längd är 80 meter i sydöst-nordvästlig riktning.